# 4894 Ask
4894 Ask este un asteroid din centura principală, descoperit pe 8 septembrie 1986 de Poul Jensen.